# Upplands runinskrifter 988
Upplands runinskrifter 988 är ett nu försvunnen vikingatida runstensfragment i Funbo kyrka, Funbo socken och Uppsala kommun.
Enligt Johannes Haquini Rhezelius fanns fragmenten inmurat i den södra kyrkogårdsmuren, och att runstenen var "aldeles förderfwat och sönderslagen". Muren är sedan dess omlagd och var stenen finns är okänt. Runstensfragmentet är ungefär en meter högt och 0,6 meter brett. Erik Brate menar att runristaren är Grim skald som signerat runstenen U 951 som har ett likadant kors.

## Inskriften
Translitterering av runraden:
[...soun ouk : þaiʀ (u)iu...]
Normalisering till runsvenska:
... ok þæiʀ ...